# غنتشلربيرليغي
نادي غنتشلربيرليغي الرياضي (بالتركية: Gençlerbirliği Spor Kulübü)‏ هو نادٍ رياضي تركي من أنقرة. تأسس عام 1923 ويلعب في الدوري التركي الدرجة الأولى.

## وصلات خارجية
- (بالتركية) الموقع الرسمي